# Derrick Sherwin
Pour les articles homonymes, voir Sherwin.
Derrick Sherwin, né le 16 avril 1936 à High Wycombe et mort le 17 octobre 2018, est un producteur, scénariste et acteur britannique.
Il est connu pour avoir été un temps scénariste puis producteur de la série Doctor Who et pour avoir produit d'autres séries télévisées, telles que À skis redoublés ou Paul Temple.

## Carrière
Fasciné très tôt par le théâtre, univers pour lequel il effectue toutes les tâches, d'acteur à créateur de décors en passant par éclairagiste, Derrick Sherwin s'établit en tant qu'acteur après deux ans de service national dans la Royal Air Force. Tout en continuant une petite carrière d'acteur, il devient scénariste en free-lance et contribue à des séries comme Crossroads ou Z-Cars.
En 1967, il devient story-éditor (responsable des scénarios) pour la série Doctor Who, poste qu'il occupe un an, le temps de 5 sérials (de The Web of Fear à The Mind Robber et coécrit l'épisode The Invasion dans lequel il crée l'agence United Nations Intelligence Taskforce (UNIT) une unité militaire anglaise destinée à lutter contre les invasions extra-terrestre. Désireux de devenir producteur de la série au tournant de l'année 1968, il donne le rôle de script-éditor à son assistant, Terrance Dicks et se lance avec le producteur Peter Bryant sur une refondation de la série Doctor Who. C'est lui aussi qui a l'idée des Seigneurs du Temps, race d'extra-terrestres de laquelle fait partie le Docteur et qui interviennent dans l'épisode The War Games (coécrit par Terrance Dicks).
Devenant producteur à la fin de l'année 1969, il supervise l'arrivée de la couleur et le casting de Jon Pertwee dans la série et entame en 1970 la septième saison de la série avec un Docteur bloqué sur Terre par les Seigneurs du Temps et devant collaborer avec UNIT. Au début de cette saison, la BBC décide de le muter et de le mettre à la tête d'une série anglo-allemande, Paul Temple. 
Il reste deux ans coproducteur de Paul Temple, avant de quitter la BBC et de former une compagnie indépendante nommée SkiBoy. Il produit alors des séries comme The Man Outside (1972) À skis redoublés (1973) et The Perils of Pendragon (1974).

## Filmographie (en tant que producteur)
- 1969 - 1970 : Doctor Who (série télévisée)
- 1970 - 1971 : Paul Temple (série télévisée)
- 1972 : The Man Outside (série télévisée)
- 1973 : À skis redoublés (série télévisée)
- 1974 :  The Perils of Pendragon (série télévisée)

## Filmographie sélective (comme scénariste)
- 1967 : Z-Cars : « Granny The Swing »
- 1968 : Doctor Who : « The Invasion » avec Kit Pedler.
- 1970 - 1971 : Paul Temple : (7 épisodes)
- 1976 : La Maison de Personne : (7 épisodes)

## Filmographie sélective (en tant qu'acteur)
- 1960 : Destination Danger (série télévisée) : Aly
- 1961 : The Edgar Wallace Mystery Theatre (série télévisée) : Quigley
- 1964 : The Indian Tales of Rudyard Kipling (série télévisée) : Lieutenant Maydew
- 1967 : Alias le Baron (série télévisée) : Vee
- 1968 : La Déesse des sables : No. 1